# Dylan Ryder
Dylan Ryder (n. 23 de febrer de 1981) també coneguda com a Dylan Katz o Lanna és una actriu porno nord-americana.

## Biografia

### Inicis
Dylan Ryder Katz d'ascendència italiana i alemanya va néixer a Fresno en l'estat de Califòrnia, als Estats Units, on va créixer. Es va destacar des de molt jove en la natació de competició i com a model. Quan va complir els 17 anys, es va mudar a Central Coast (Califòrnia) on va estudiar infermeria, per més tard convertir-se en una consellera de l'abús de substàncies de tractament. Als 22 anys, després d'observar una revista de Penthouse va decidir entrar en el porno.

### Carrera en el Porno
El seu primer llançament va ser a Reality Kings a l'edat de 23 anys. Va gaudir molt amb el seu treball però aviat faria una aturada després de set mesos per esdevenir una funcionària de presons a Arizona. En tornar a Califòrnia, es va sotmetre a una operació d'augment de pit. Amb els seus nous pits i amb una nova actitud, va decidir tornar al negoci del porno.
Dylan ha estat protagonista de més de 150 escenes, en les quals es troben algunes de sexe dur (incloent títols de DVD i videos per a llocs web). També ha realitzat sessions de fotos i algunes aparicions com a model de fotografia eròtica. El 30 de maig de 2012, va anunciar la seva retirada de la indústria del cinema per a adults.
Actualment resideix en el Comtat d'Orange (Califòrnia). Li agrada viatjar, anar a la platja, llegir novel·les policials i nedar.
"M'encanta que la gent gaudeixi observant-me. Crec que la meva qualitat més sexy són els meus ulls! Adoro mirar a la càmera d'una manera i ! M'encanta ser una persona potencialment sexual! M'agrada gaudir del moment i gaudir de la sensació i la morbositat de sortir en càmeres".